# Parque del Estado Jardines del Edén
EL Eden Gardens State Park es un Parque Estatal de Florida de  163 acres (65.96 hectáreas), y jardín botánico, ubicado en Freeport, junto con un lugar histórico ubicado en Point Washington, al sur de Freeport, saliendo por la "U.S. Route 98" en "County Road 395, Walton County, Florida", en el noroeste de Florida. 

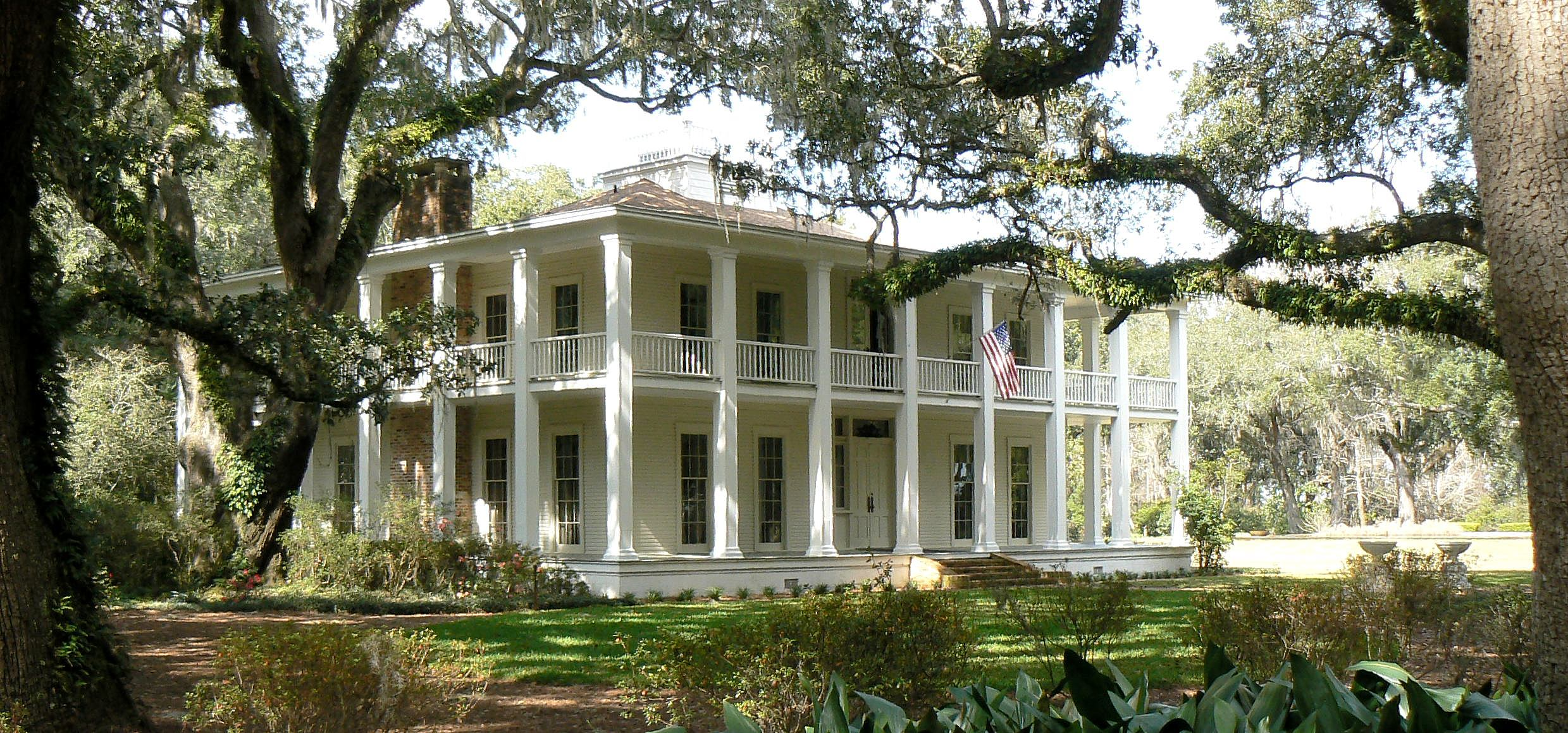
La casa Wesley, en el Eden Gardens State Park.

## Historia
- Wikimedia Commons alberga una categoría multimedia sobre Parque del Estado Jardines del Edén.

El parque se centra alrededor de la casa Wesley, una mansión de dos pisos rodeada por columnas blancas y miradores. 
En el interior de la casa es destacable su mobiliario, especialmente por ejemplares de muebles franceses de finales del siglo XVIII. 
La finca tiene varios jardines, con numerosos ejemplares de gran porte, de robles del sur enfrente del "Tucker Bayou".

## Actividades Recreativas
El parque tiene amenidades tales como una casa histórica de 1897 que alberga numerosas antigüedades donde se puede visitar con guía desde las 10:00am hasta las 3:00pm cada hora de jueves a lunes, (la casa está cerrada los martes y miércoles para mantenimiento). 
Hay unos hermosos jardines ornamentales con rosas de la herencia, camelias, azaleas, así como un jardín de las mariposas y una charca de reflejo con lirios de agua y grandes peces koi. Para los que tienen preferencias por lo más natural, allí también hay senderos de naturaleza así como áreas de comida campestre y una pasarela para la pesca.

## Galería

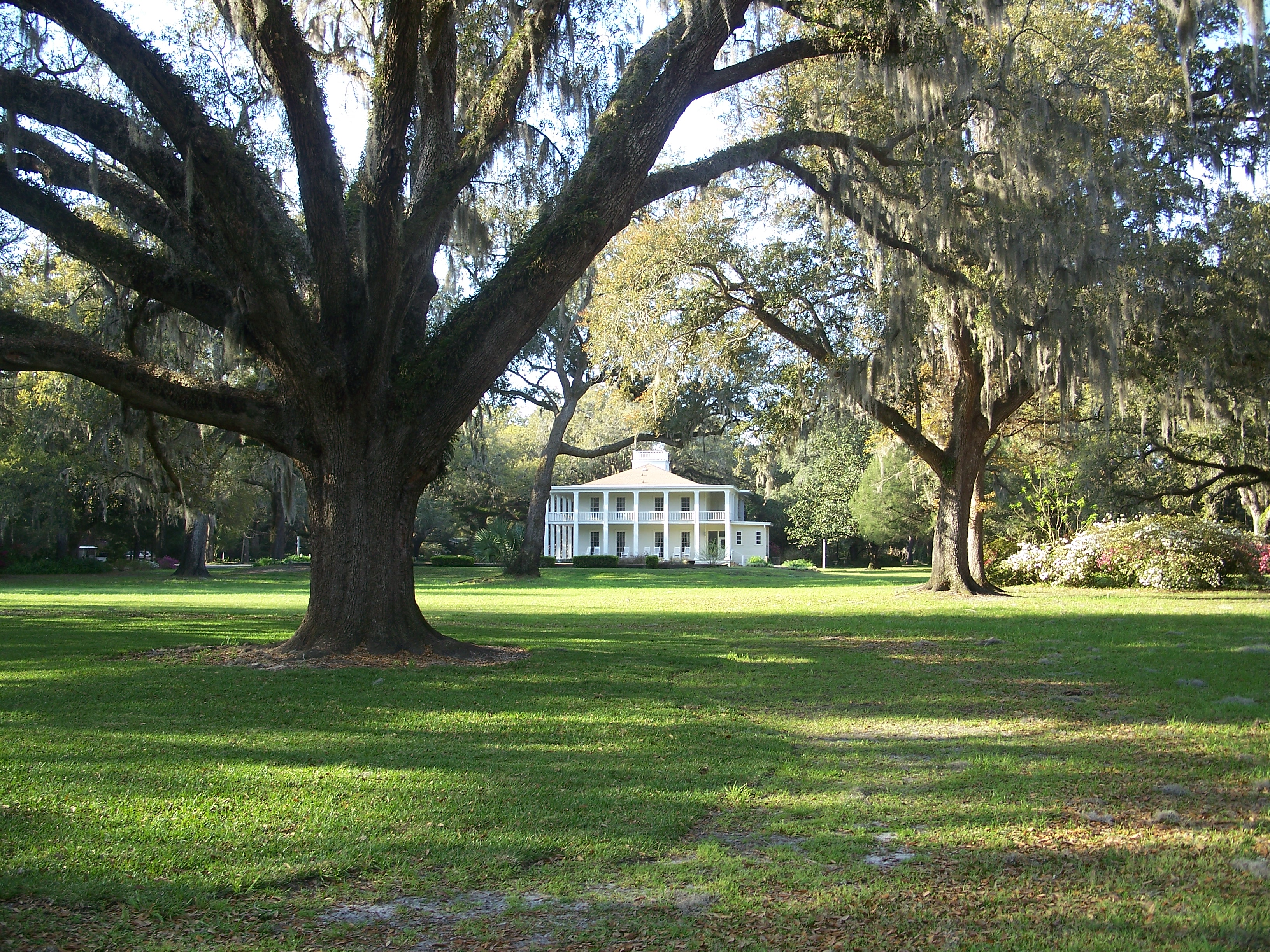
Casa Wesley
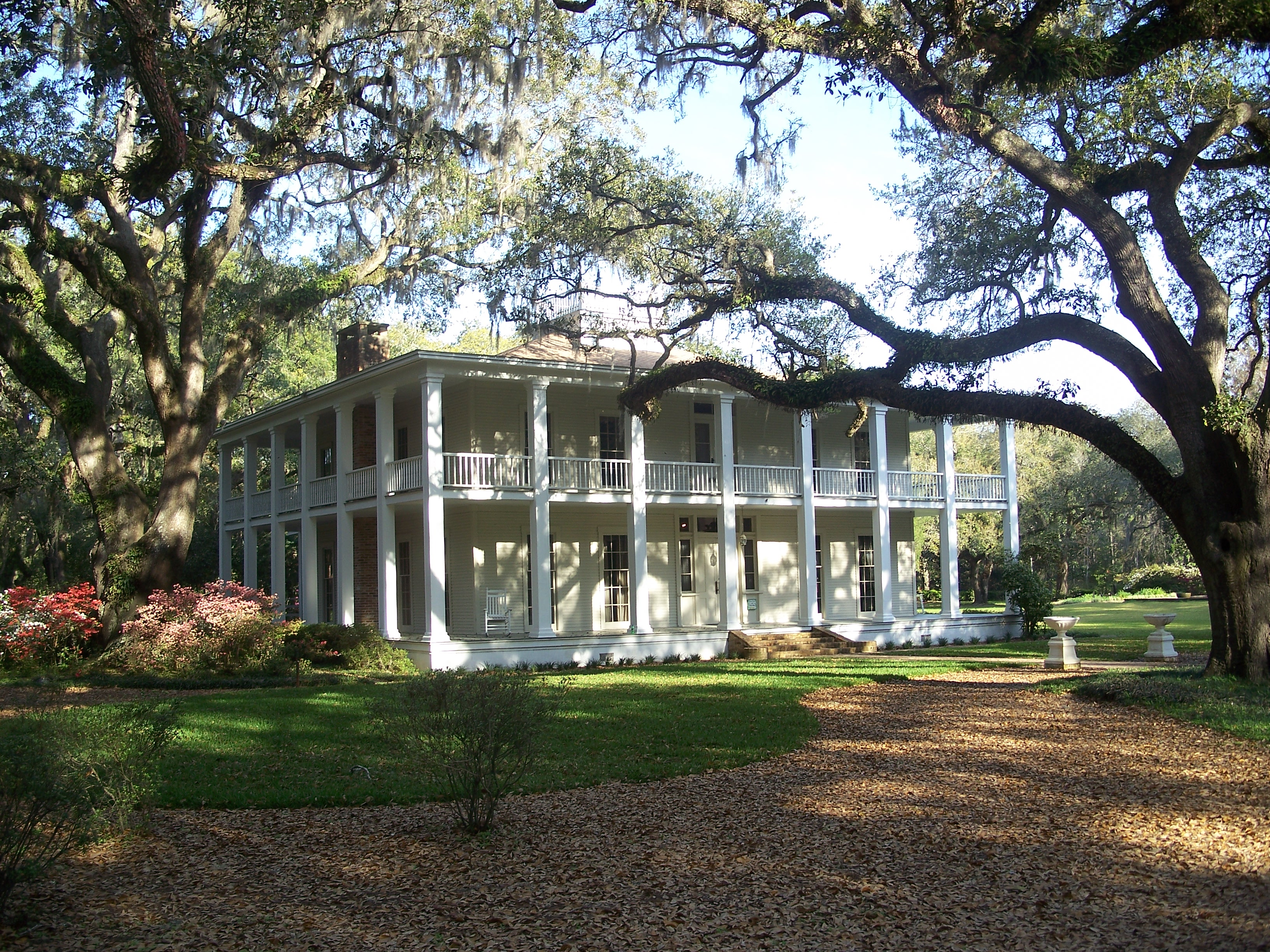
Casa Wesley
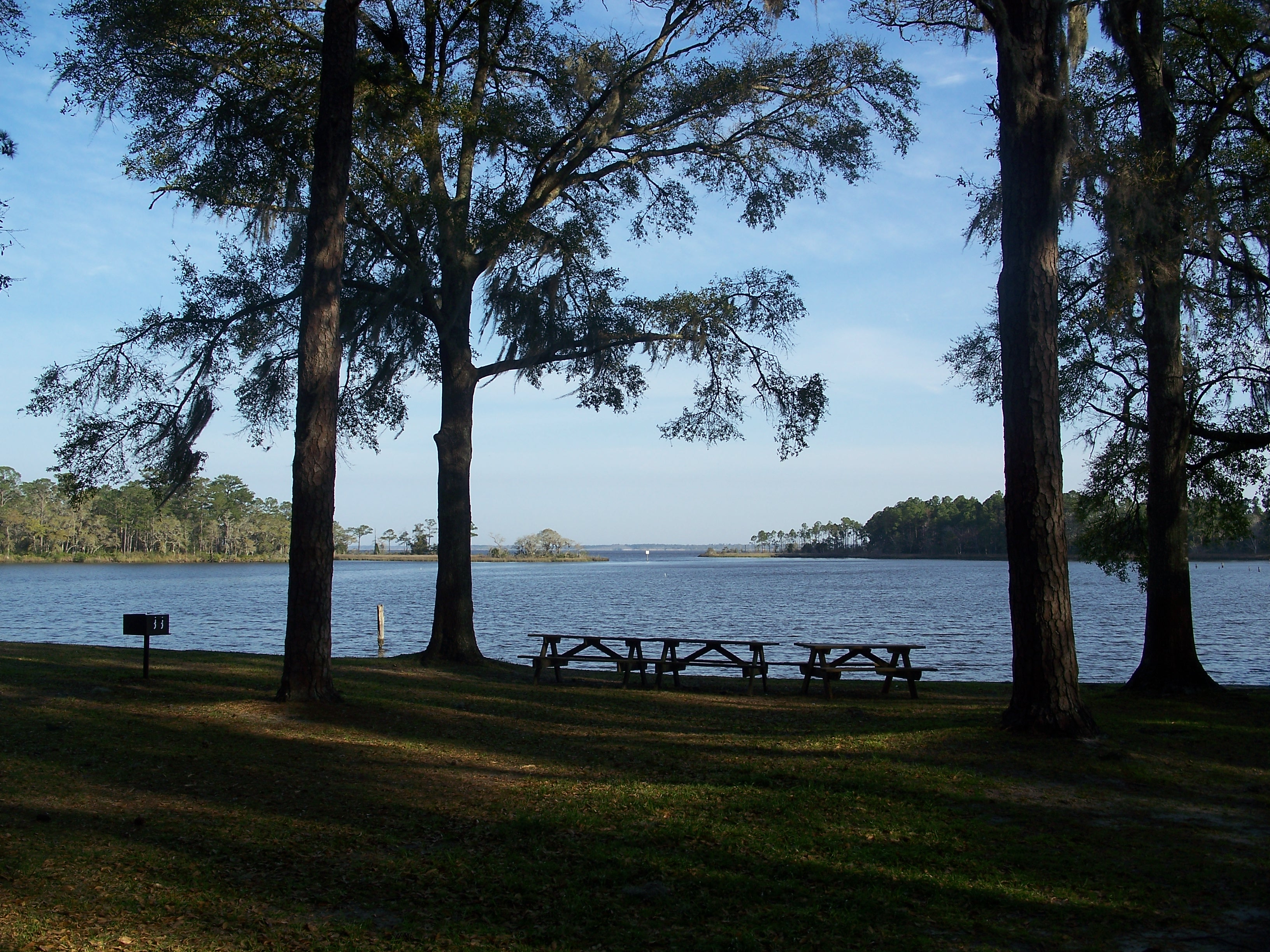
[Bayou Tucker
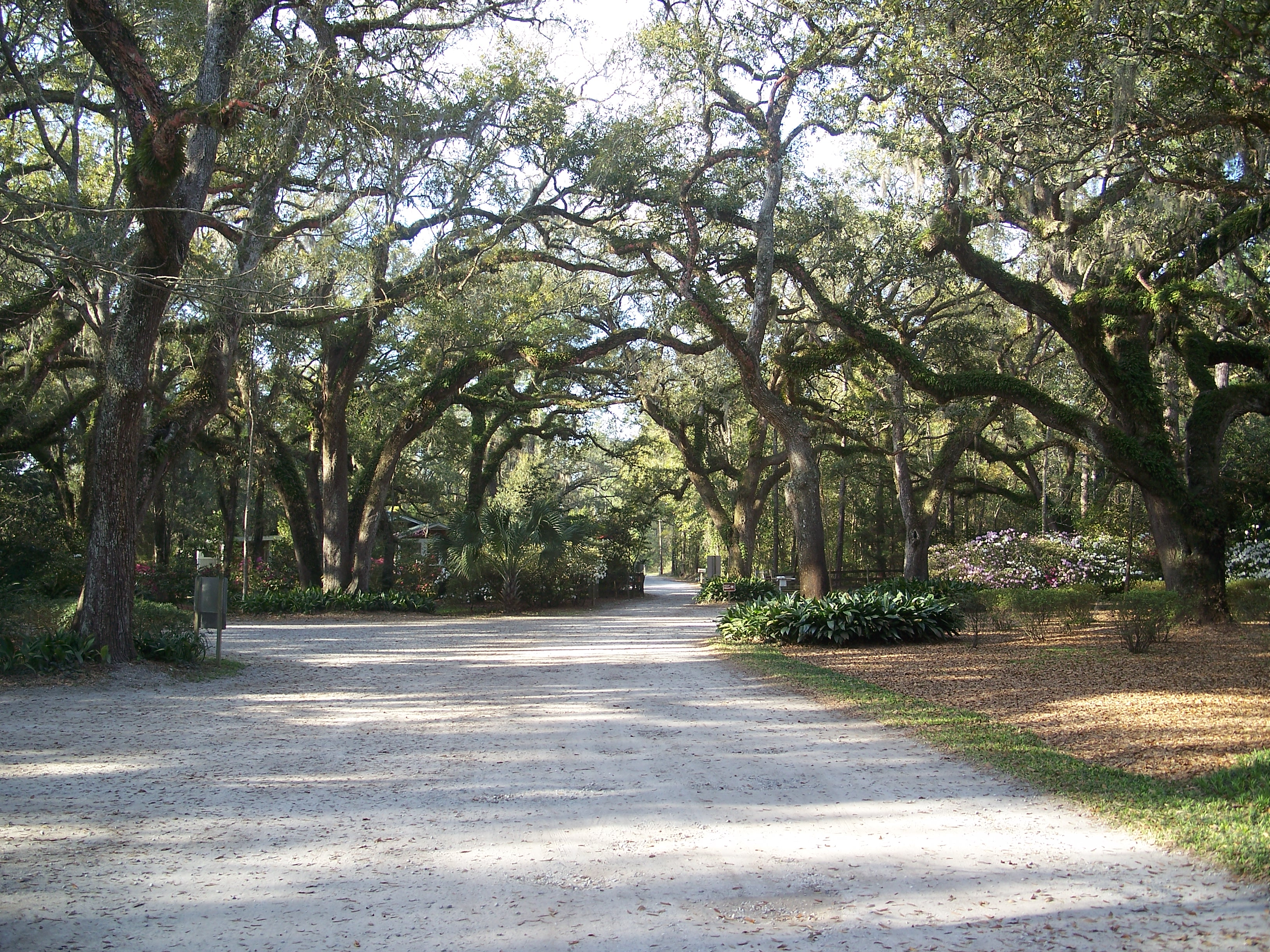
Jardines